# 張大衛 (牧師)
張大衞牧師，基督教牧師、政治家、導演及記者。香港中文大學崇基學院神學院畢業，現任基督路小教會堂主任。

## 簡介
張大衛早年出身於靈糧堂，曾任網絡電台「青台」導演及行政總監。 於崇基學院就神學期間，結識了一班關心社會運動和支持香港民主的信徒，以自由主義神學及解放神學立場成立了「回歸基督精神同盟」，抗議香港主流教會向當權者靠攏，缺乏對受欺壓的弱勢社群的憐憫，並參與了各種社會抗爭。
2011年10月，張大衛聯同譚得志先生以回歸基督精神同盟的班底，正式成立基督路小教會並就任堂主任。
不同於牧師按立牧職的基督教新教一般傳統，張大衛是由會眾共同考問及按立成為牧師的。按牧儀式於2017年10月21日舉行，基督路小教會會眾等共同按手，按立傳道人張大衛成為牧師。

## 外部連結
- （页面存档备份，存于）
- （页面存档备份，存于）